# Candy Reynolds
Candy Reynolds (ur. 24 marca 1955 w Knoxville) – amerykańska tenisistka.
W 1983 r. zdobyła tytuł mistrzyni debla French Open w parze z Rosalyn Fairbank. Ponadto w grze podwójnej osiągnęła finał Australian Open 1980 r. z Ann Kiyomurą oraz French Open 1981 r. z Paulą Smith. Najlepszy wielkoszlemowy występ w grze pojedynczej to ćwierćfinał Australian Open 1980 r.
W singlu klasyfikowana najwyżej na 50. miejscu, w deblu na 24.